# Cardellina
Cardellina är ett fågelsläkte i familjen skogssångare inom ordningen tättingar. Släktet omfattar fem arter som häckar från södra Alaska till Guatemala, vintertid till Centralamerika och bergstrakter i nordvästra Sydamerika:
- Kanadaskogssångare (C. canadensis)
- Svartkronad skogssångare (C. pusilla)
- Rödbröstad skogssångare (C. rubrifrons)
- Röd skogssångare (C. rubra)
- Rosenskogssångare (C. versicolor)

Kanadasångare och svartkronad sångare placerades förr tillsammans med kapuschongskogssångare (Setophaga citrina) i släktet Wilsonia, medan röd skogssångare och rosenskogssångare fördes till Ergaticus.